# Газель Томсона
Газе́ль То́мсона, или то́мми (лат. Eudorcas thomsonii), — распространённый в Кении и Танзании вид настоящих антилоп (Antilopinae). Названа в честь шотландского исследователя Африки Джозефа Томсона.

## Систематика
Научное описание газели Томсона было составлено британским зоологом Альбертом Гюнтером в 1884 году. Долгое время она рассматривалась как один из 14 видов рода Gazella, но ситуация изменилась в 2000 году, когда профессор Колин Гровс (Colin P. Groves) представил результаты генетического анализа родственных связей животных из трибы Antilopini семейства полорогих. В своей работе учёный пришёл к выводу, что газели произошли не от одного, а от нескольких предков, в результате чего несколько видов были определены в другие таксономические группы. В частности, газель Томсона была отнесена к роду Eudorcas, который до этого рассматривался в более низком ранге подрода.
В Южном Судане распространён другой похожий вид — Gazella albonotata, который ряд специалистов, например Алан Гентри (Alan W. Gentry) из лондонского Музея естествознания, считают его одним из подвидов газели Томсона. Международный союз охраны природы вслед за Грувсом рассматривает этот таксон как самостоятельный вид. В издании «The Kingdon Field Guide to African Mammals» зоолога Джонатана Кингдона (Jonathan Kingdon) подвидом газели Томсона назван ещё один вид газелей из северо-восточной Африки — Eudorcas tilonura.
В настоящее время в большинстве изданий указаны два подвида антилопы: E. t. thomsonii (Günther, 1884) и E. t. nasalis (Lönnberg, 1908). При этом многотомник «Mammals of Africa» («Млекопитающие Африки») подчёркивает, что авторы не приводят отличительных признаков этих таксонов, а какая-либо генетическая разница между ними отсутствует. Согласно книге, первый из выше перечисленных подвидов встречается в рифтовой долине к югу и востоку от линии между озёрами Виктория (залив Спеке) и Эяси, второй к северу от неё.

## Описание

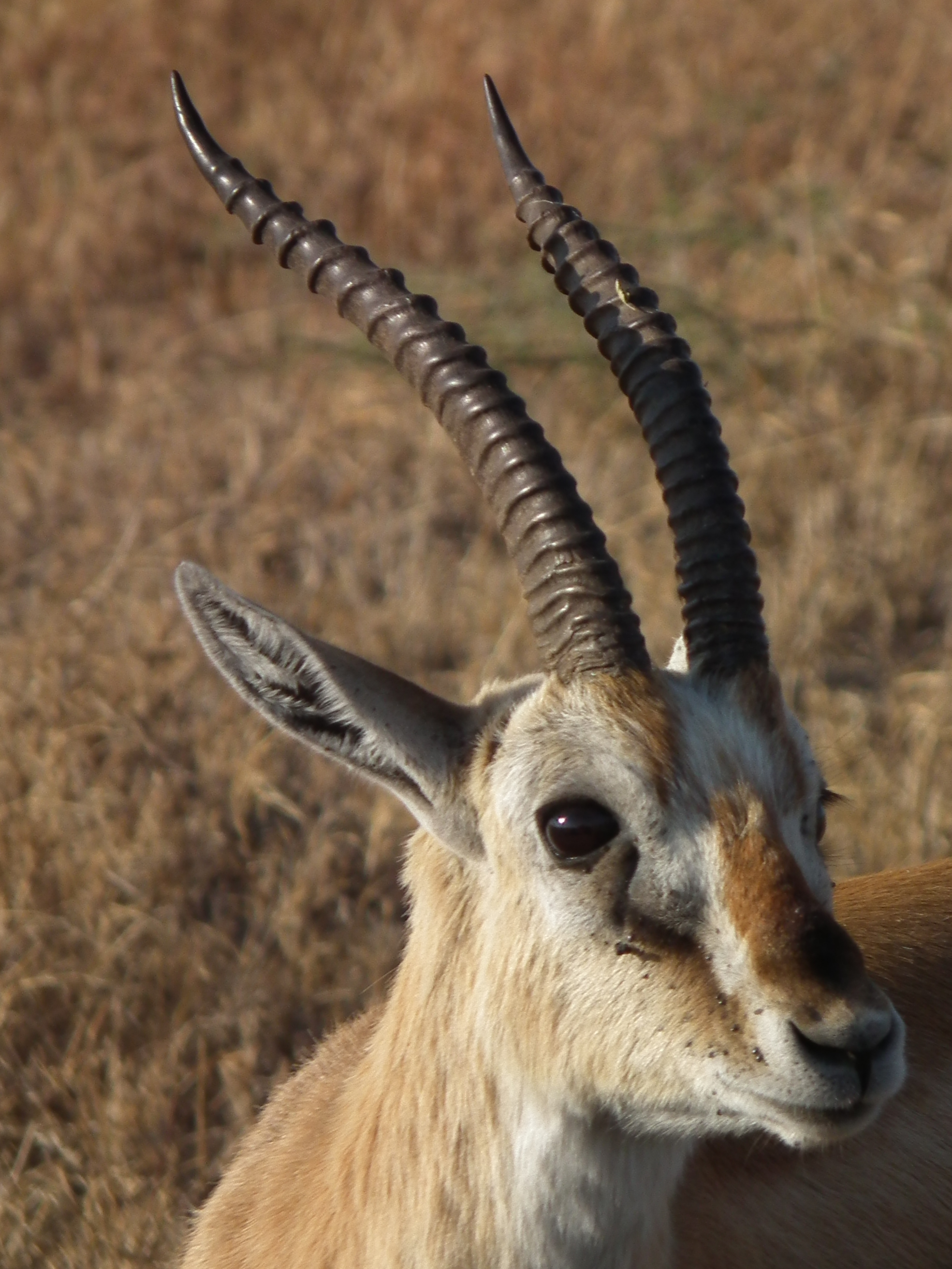
Голова крупным планом

Небольшого размера газель: общая длина тела 80—120 см, рост в холке 55—82 см, масса самцов 20—35 кг, масса самок 15—25 кг. Средняя масса плавно (клинально) уменьшается с севера на юг.
Верхняя сторона тела окрашена в песочно-коричневые и рыжеватые цвета. Брюхо белое, отграничено от верха широкой чёрной полосой. Отличительные признаки головы: светлое пятно на лбу, чёрные отметины между глазами и уголками пасти (прикрывают железы, секретом которых животные метят территорию), тёмное пятно над ноздрями. Хвост короткий (15—27 см), пушистый, окрашен в чёрный цвет и постоянно находится в движении. У обоих полов развиты расположенные близко друг к другу слегка изогнутые рога, более толстые и массивные у самцов. Их длина у самцов 25—43 см, у самок 7—15 см. Иногда встречаются взрослые самки со слабо развитыми рогами либо вовсе без рогов.
Обитающая по соседству газель Гранта легко отличается от газели Томсона более крупными размерами, отсутствием чёрной полосы на боку и тонким, почти неподвижным хвостом.

## Распространение
Область обитания газели Томсона — низкотравные степи и прилегающие к ним акациевые саванны на возвышенных равнинах Кении и Танзании. Центр популяции — регион Серенгети на стыке двух государств. В Кении наибольшей численности достигает в долине реки Мара (в том числе на территории заповедника Масаи-Мара), в округах Лайкипиа и Каджиадо. В сезон дождей антилопа держится исключительно на открытой местности, где хорошо утрамбованные почвы и низкорослая трава создают идеальные условия для размножения. В засушливое время года мигрирует в районы с большим количеством осадков, но при этом поросшие высокими травами и кустарниками. В любом случае газель избегает густых зарослей и отдаёт предпочтение открытым участкам, уже обработанным крупными травоядными животными. Она также держится поодаль от больших стад антилоп гну.

## Образ жизни

### Социальное поведение

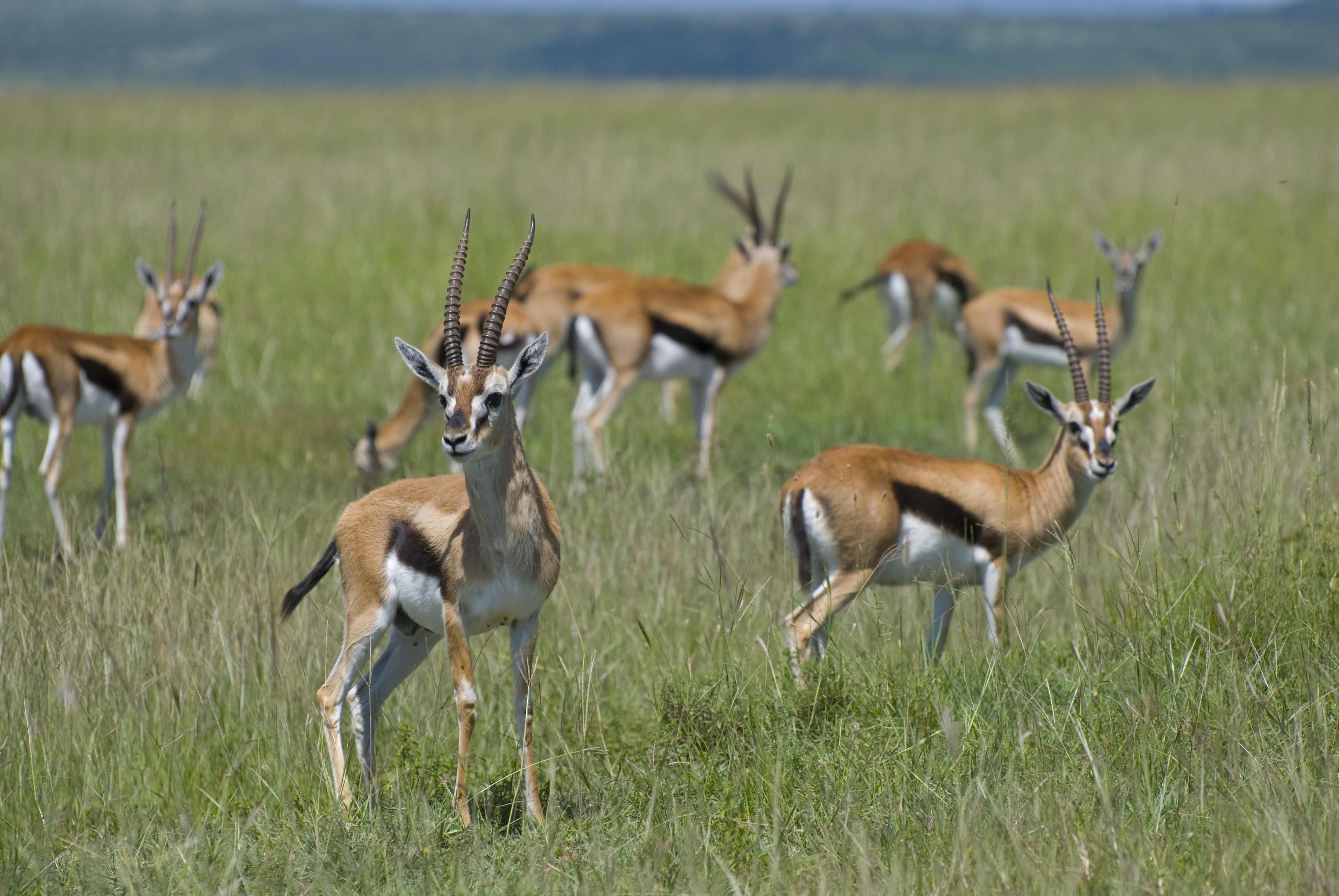
Группа газелей

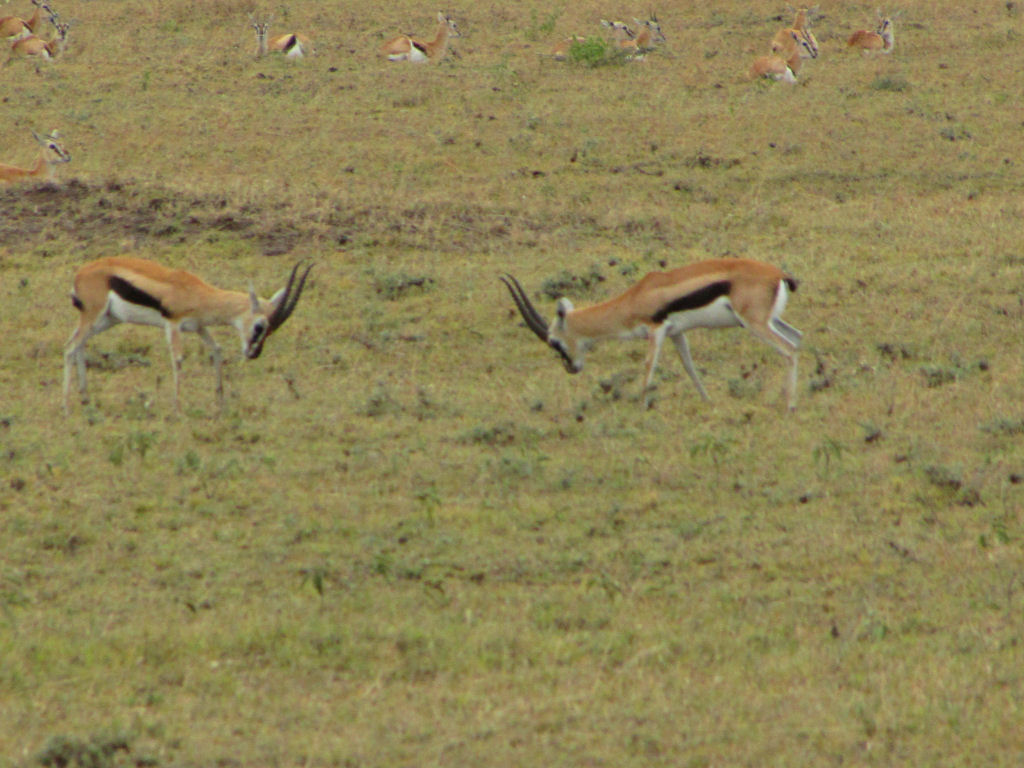
Территориальные позы самцов на границе участков

Образует стада различных типов: смешанные, состоящие только из самок (с потомством или без), и состоящие только из самцов. Встречаются и одинокие самцы. Стада непостоянные, быстро распадаются на более мелкие или наоборот, объединяются; количество животных в них может достигать от нескольких десятков до нескольких тысяч. Половая сегрегация более характерна для дождливых периодов года с марта по май и с октября по ноябрь, когда сильные самцы склонны к захвату территорий.
Размер охраняемого участка не превышает 300 м в диаметре, его границы помечаются помётом. Хозяева свободно пропускают через свой участок группы самок, попутно преграждая путь одной из них, и изгоняют за пределы участка не участвующих в размножении самцов, тем самым способствуя разделению полов. Стычки между территориальными самцами на границах участков больше похожи на театрализованный ритуал, нежели чем на ожесточённый поединок: самцы чаще всего даже не контактируют друг с другом, ограничиваясь грозным противостоянием «лицом ко лицу». Время от времени они всё же сталкиваются лбами, но не наносят друг другу увечий и быстро разбегаются. После спаривания самцы сами переходят в разряд «холостяков» и теряют интерес к ранее охраняемой территории. Помимо своего вида, газели Томсона также встречаются в обществе импал и газелей Гранта.

### Размножение
Размножается в любое время года, чаще в дождевые сезоны. Спариванию предшествует церемония ухаживания. Самец приближается к выбранной самке с вытянутой горизонтально мордой, после чего задирает нос. В кульминационный момент его голова вместе с шеей вытянута ввысь, передние копыта отбивают характерную барабанную дробь. Заинтересованная самка обычно тут же мочится, предоставляя самцу возможность втянуть носом её выделения и убедиться, что она способна к размножению. Бывает, что самец тут же забывает о партнёрше; в противном случае он ещё интенсивнее вытягивает шею и задирает нос к небу, преследует самку и спаривается. Самец проявляет интерес к потенциальным партнёршам только в пределах своего участка; после пересечения ею границы уже другой самец может повторить брачный танец предыдущего ухажёра.
Беременность продолжается около 180 дней, за один раз самка выносит только одного детёныша. Перед рождением малыша она отбивается от стада и скрывается в островках высокой травы, где и происходят роды. Новорожденный первые две недели жизни неподвижно лежит на одном месте, встречаясь с матерью только для кормления и чистки. Далее он начинает эпизодически подниматься и следовать за матерью, причём частота этих подъёмов всё больше и больше возрастает. К трёхмесячному возрасту стадия лёжки полностью заканчивается, подростки частично переходят с материнского молока на твёрдую пищу. Они всё ещё довольно часто и подолгу отдыхают, но уже следуют за матерью внутри стада. В возрасте 5—8 месяцев происходит отлучение от матки, в возрасте 8—12 месяцев молодые самцы уже почти не встречаются в чисто «женских» коллективах, отдавая предпочтение смешанным или «холостяцким» скоплениям. К середине-концу второго года жизни молодая газель становится полностью половозрелой, рога достигают максимальной длины.

### Питание

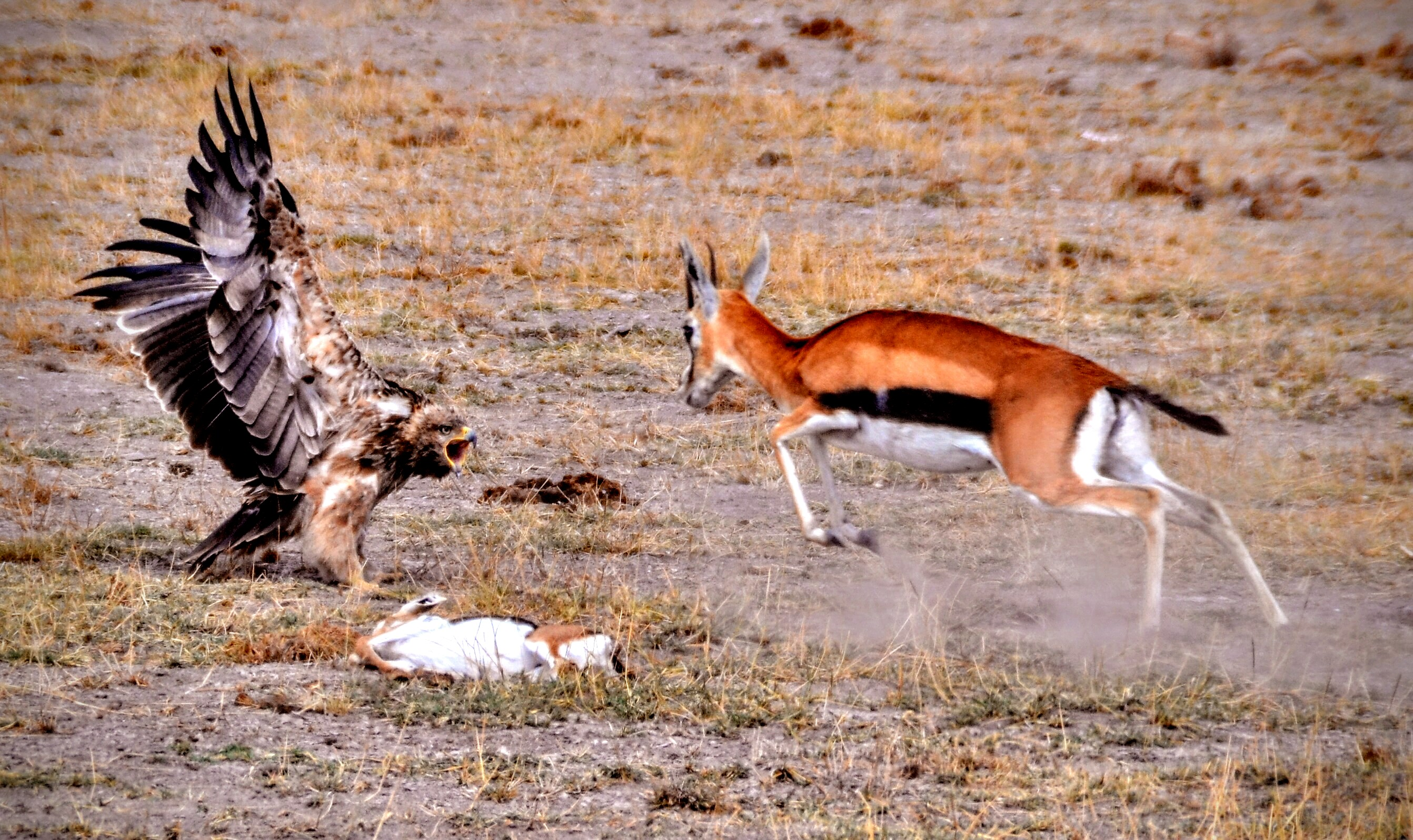
Стычка с орлом-могильником

В дождливое время года рацион на 80—90 % состоит из травянистых растений. По его окончании, когда трава выгорает, частично переходит на побеги и плоды древесных растений.

## Враги
Высокая скорость (до 80 км/ч) и манёвренность позволяют взрослой и здоровой газели избегать множество наземных хищников на короткой дистанции. Исключение составляет гепард, способный без труда догнать животное; в Серенгети газель Томсона — основная его добыча. Пробежав 1—2 км, антилопа начинает уставать, а через 4—6 км полностью выдыхается вследствие повышения температуры тела на 5—6 °C. Этим пользуются не такие быстрые, но выносливые, гиеновидная собака и пятнистая гиена, и преследуют жертву до её полной остановки. Лев и леопард используют другую тактику охоты, подстерегая газель из засады. Многотомник «Mammals of Africa» со ссылкой на работу Клэр ФитцГиббон (Clare D. FitzGibbon) указывает на то, что, как и у некоторых других копытных, жертвами хищников становятся в основном самцы, возможно вследствие их менее осторожного поведения и склонности собираться меньшими группами.
Гораздо более уязвимы детёныши, неспособные быстро бегать. Помимо выше перечисленных хищников, на них охотятся шакалы, павианы, боевой орёл и африканский ушастый гриф. Единственное спасение молодняка — укрытие в высокой траве.

## Природоохранный статус
По состоянию на 2018 год в Красной книге Международного союза охраны природы газель Томсона имеет статус «вызывающие наименьшие опасения» (категория LC). Ранее (в редакции 2008 года) её относили к видам, близким к уязвимому положению (категория NT). Резкое сокращение численности на части территории — на 60—70 % — произошло в 1970-е — 1990-е годы. По оценкам специалистов, с начала 2000-х это сокращение существенно замедлилось. Основные угрозы: доступность питьевой воды, беспокойство со стороны туристов, инвазия экзотических растений, противопожарные мероприятия, строительство дорог.
|  | Gazella                     |
|  |                             |
|  | Гарна (Antilope cervicapra) |
|  |                             |

|  | Eudorcas rufifrons            |
|  |                               |
|  | Газель Томсона (E. thomsonii) |
|  |                               |

|  | \| \| Сомалийская газель (Nanger soemmerringii) \| \| \| \| \| \| Газель Гранта (N. granti) \| \| \| \| |
|  | |
|  | Газель-дама (N. dama)                                                                                   |
|  | |
|  | Сомалийская газель (Nanger soemmerringii)                                                               |
|  | |
|  | Газель Гранта (N. granti)                                                                               |
|  | |

|  | Сомалийская газель (Nanger soemmerringii) |
|  |                                           |
|  | Газель Гранта (N. granti)                 |
|  |                                           |

|  | Eudorcas rufifrons            |
|  |                               |
|  | Газель Томсона (E. thomsonii) |
|  |                               |

|  | \| \| Сомалийская газель (Nanger soemmerringii) \| \| \| \| \| \| Газель Гранта (N. granti) \| \| \| \| |
|  | |
|  | Газель-дама (N. dama)                                                                                   |
|  | |
|  | Сомалийская газель (Nanger soemmerringii)                                                               |
|  | |
|  | Газель Гранта (N. granti)                                                                               |
|  | |

|  | Сомалийская газель (Nanger soemmerringii) |
|  |                                           |
|  | Газель Гранта (N. granti)                 |
|  |                                           |

|  | Gazella                     |
|  |                             |
|  | Гарна (Antilope cervicapra) |
|  |                             |

|  | Eudorcas rufifrons            |
|  |                               |
|  | Газель Томсона (E. thomsonii) |
|  |                               |

|  | \| \| Сомалийская газель (Nanger soemmerringii) \| \| \| \| \| \| Газель Гранта (N. granti) \| \| \| \| |
|  | |
|  | Газель-дама (N. dama)                                                                                   |
|  | |
|  | Сомалийская газель (Nanger soemmerringii)                                                               |
|  | |
|  | Газель Гранта (N. granti)                                                                               |
|  | |

|  | Сомалийская газель (Nanger soemmerringii) |
|  |                                           |
|  | Газель Гранта (N. granti)                 |
|  |                                           |

|  | Eudorcas rufifrons            |
|  |                               |
|  | Газель Томсона (E. thomsonii) |
|  |                               |

|  | \| \| Сомалийская газель (Nanger soemmerringii) \| \| \| \| \| \| Газель Гранта (N. granti) \| \| \| \| |
|  | |
|  | Газель-дама (N. dama)                                                                                   |
|  | |
|  | Сомалийская газель (Nanger soemmerringii)                                                               |
|  | |
|  | Газель Гранта (N. granti)                                                                               |
|  | |

|  | Сомалийская газель (Nanger soemmerringii) |
|  |                                           |
|  | Газель Гранта (N. granti)                 |
|  |                                           |

|  | Геренук (Litocranius walleri)      |
|  |                                    |
|  | Спрингбок (Antidorcas marsupialis) |
|  |                                    |

|  | Gazella                     |
|  |                             |
|  | Гарна (Antilope cervicapra) |
|  |                             |

|  | Eudorcas rufifrons            |
|  |                               |
|  | Газель Томсона (E. thomsonii) |
|  |                               |

|  | \| \| Сомалийская газель (Nanger soemmerringii) \| \| \| \| \| \| Газель Гранта (N. granti) \| \| \| \| |
|  | |
|  | Газель-дама (N. dama)                                                                                   |
|  | |
|  | Сомалийская газель (Nanger soemmerringii)                                                               |
|  | |
|  | Газель Гранта (N. granti)                                                                               |
|  | |

|  | Сомалийская газель (Nanger soemmerringii) |
|  |                                           |
|  | Газель Гранта (N. granti)                 |
|  |                                           |

|  | Eudorcas rufifrons            |
|  |                               |
|  | Газель Томсона (E. thomsonii) |
|  |                               |

|  | \| \| Сомалийская газель (Nanger soemmerringii) \| \| \| \| \| \| Газель Гранта (N. granti) \| \| \| \| |
|  | |
|  | Газель-дама (N. dama)                                                                                   |
|  | |
|  | Сомалийская газель (Nanger soemmerringii)                                                               |
|  | |
|  | Газель Гранта (N. granti)                                                                               |
|  | |

|  | Сомалийская газель (Nanger soemmerringii) |
|  |                                           |
|  | Газель Гранта (N. granti)                 |
|  |                                           |

|  | Gazella                     |
|  |                             |
|  | Гарна (Antilope cervicapra) |
|  |                             |

|  | Eudorcas rufifrons            |
|  |                               |
|  | Газель Томсона (E. thomsonii) |
|  |                               |

|  | \| \| Сомалийская газель (Nanger soemmerringii) \| \| \| \| \| \| Газель Гранта (N. granti) \| \| \| \| |
|  | |
|  | Газель-дама (N. dama)                                                                                   |
|  | |
|  | Сомалийская газель (Nanger soemmerringii)                                                               |
|  | |
|  | Газель Гранта (N. granti)                                                                               |
|  | |

|  | Сомалийская газель (Nanger soemmerringii) |
|  |                                           |
|  | Газель Гранта (N. granti)                 |
|  |                                           |

|  | Eudorcas rufifrons            |
|  |                               |
|  | Газель Томсона (E. thomsonii) |
|  |                               |

|  | \| \| Сомалийская газель (Nanger soemmerringii) \| \| \| \| \| \| Газель Гранта (N. granti) \| \| \| \| |
|  | |
|  | Газель-дама (N. dama)                                                                                   |
|  | |
|  | Сомалийская газель (Nanger soemmerringii)                                                               |
|  | |
|  | Газель Гранта (N. granti)                                                                               |
|  | |

|  | Сомалийская газель (Nanger soemmerringii) |
|  |                                           |
|  | Газель Гранта (N. granti)                 |
|  |                                           |

|  | Геренук (Litocranius walleri)      |
|  |                                    |
|  | Спрингбок (Antidorcas marsupialis) |
|  |                                    |

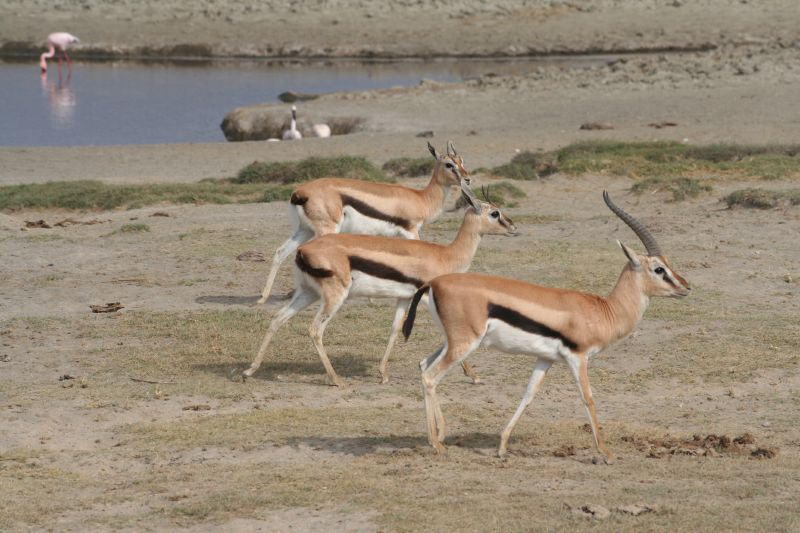
Самец и две самки
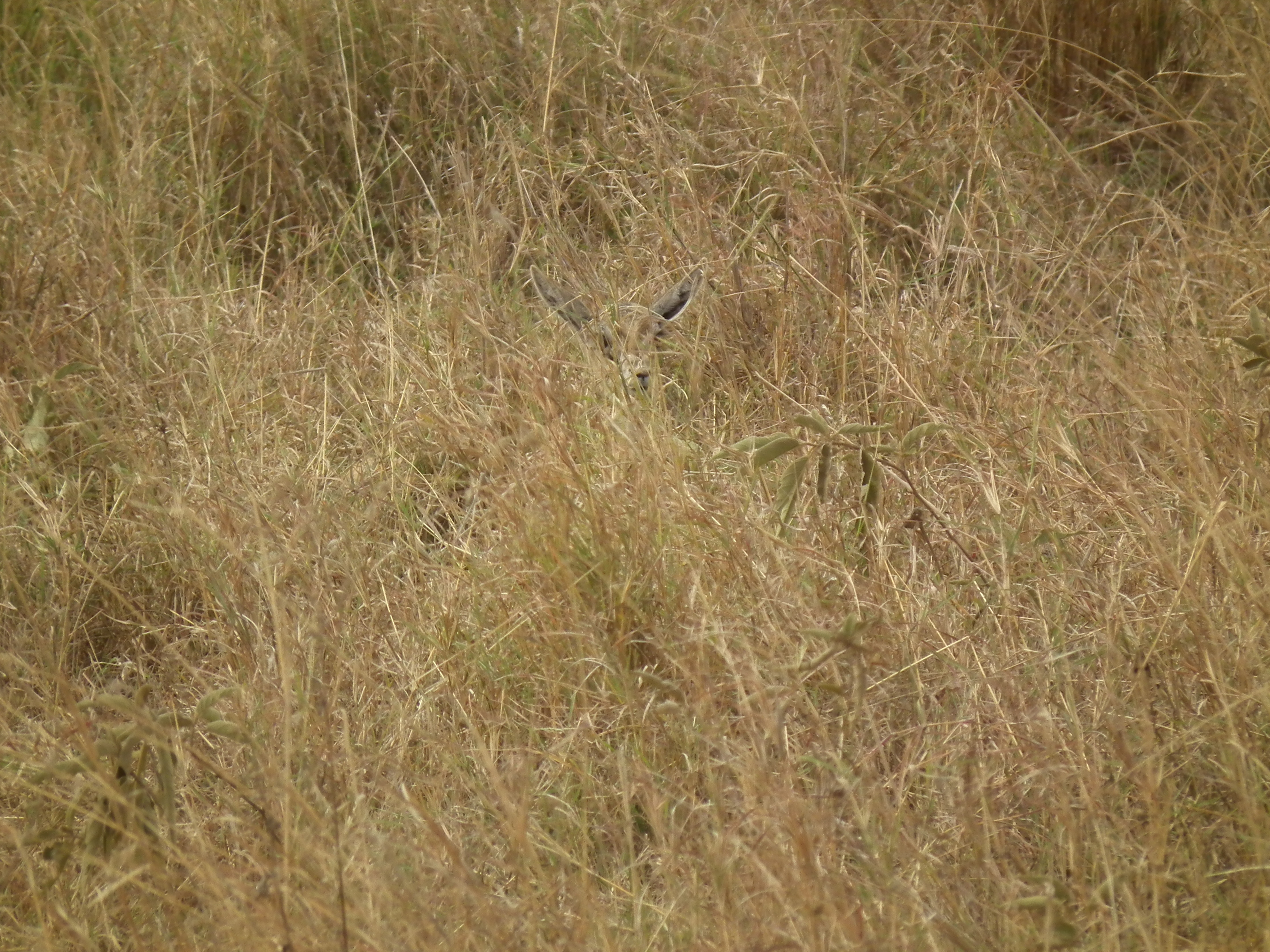
Затаившийся в траве детёныш
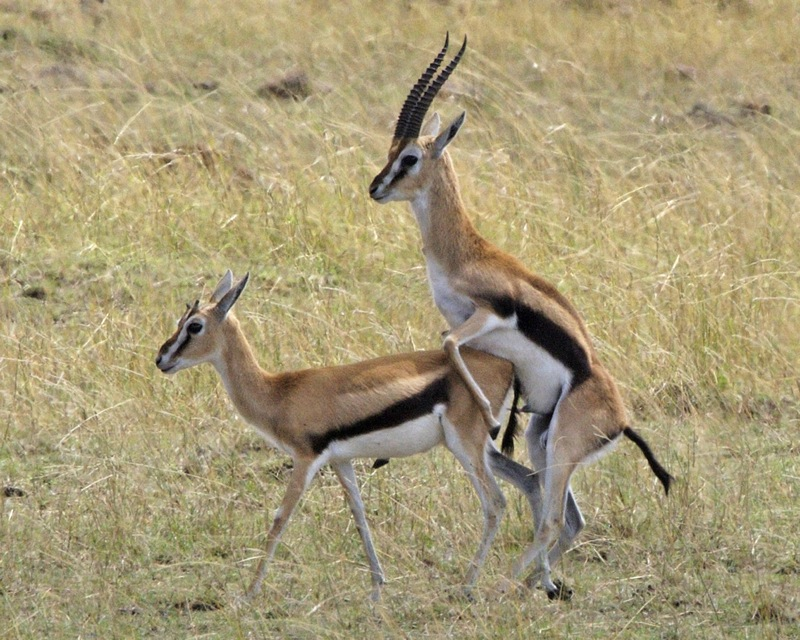
Спаривание
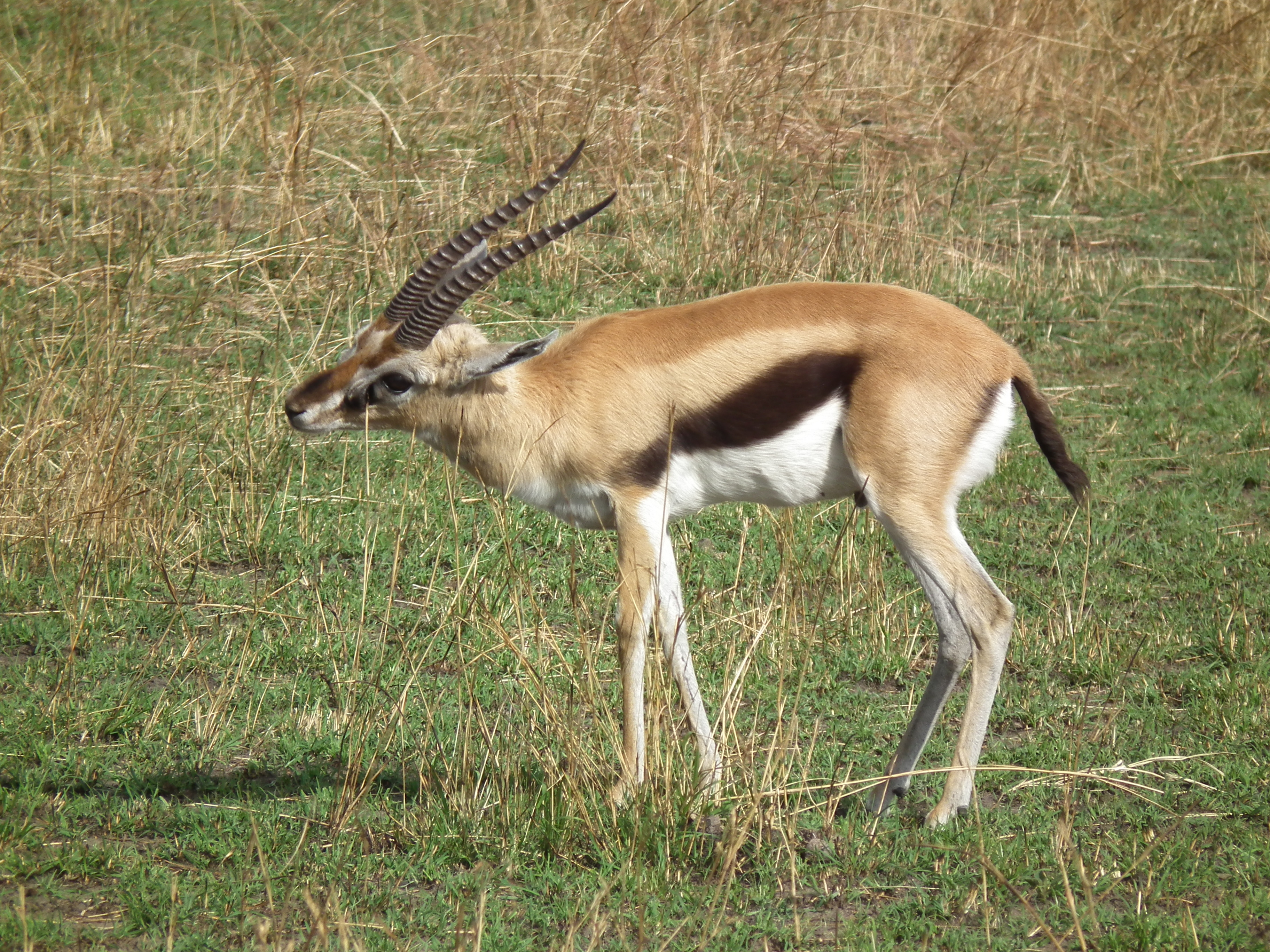
Помечание территории

## Комментарии
1. ↑  Ряд специализированных источников утверждает, что рацион гепарда в Серенгети на 66—89 % состоит из газелей Томпсона